# Плевако Олександр Антонович
Плевако Олександр Антонович (09.05 (27.04).1899—14.02.1990) — історик економіки.

## Життєпис
Брат бібліографа Миколи Плевако. Народився у слободі Дворічна (нині селище міського типу Харківської області). Навчався в юнкерській школі. Не пізніше 1919 вступив до «Національної української оборони», дістався Кам'янця-Подільського, де навчався в українській школі старшин. Із січня 1920 працював у редакції газети «Боротьба», із квітня 1920 — у канцелярії неодмінного секретаря УАН А. Кримського. 1921—22 викладав у агрошколі в с. Гоголів на Чернігівщині.
Закінчив Київський інститут економіки (1922). Із 15 лютого 1923 працював у штаті 3-го (Соціально-економічного) відділу УАН як постійний співробітник для доручень. Секретар Комісії ВУАН для виучування народного господарства України (1926—27). Паралельно — співробітник Інституту української наукової мови (1926—28). Займався проблемами прикладної економіки, історією економіки цукрової промисловості. Працював у семінарі ВУАН для виучування народного господарства України. 1925 підписав протест співробітників ВУАН проти перейменування Російської АН на Всесоюзну.
Заарештований 6 березня 1928. Звинувачений у намаганні впливати на військово-наукове товариство, організувати в приміщенні ЦВК по радіо вибух. Двічі був засуджений. 6 травня 1950 відправлений на спецпоселення у Красноярський край. Частково реабілітований 1958, повністю — 1992. Повернувшись на Україну (останні роки життя мешкав у Дніпродзержинську), видав 4 збірки оповідань про тварин — «Цікаві вчинки тварин: Оповідання та спостереження» (1964) та ін. (1960—78). Написав некролог М.Шарлеманя (1970) і спогади про В.Дем'янчука та Остапа Вишню.
Підтримував стосунки з Б.Матушевським, Н.Околітенко, Г.Плющем, М.Шумилом.
Помер у Кам'янському Дніпропетровської області.